# آرثر ونايت
آرثر ونايت (بالإنجليزية: Arthur Knight)‏ هو ناقد سينمائي وصحفي أمريكي، ولد في 3 سبتمبر 1916 في فيلادلفيا في الولايات المتحدة، وتوفي في 25 يوليو 1991 في سيدني في أستراليا.

## وصلات خارجية
- آرثر ونايت على موقع IMDb (الإنجليزية)
- آرثر ونايت على موقع روتن توميتوز (الإنجليزية)
- آرثر ونايت على موقع روتن توميتوز (الإنجليزية)
- آرثر ونايت على موقع قاعدة بيانات الفيلم (الإنجليزية)